# Carbon, Wyoming
Carbon är en tidigare ort i Carbon County, Wyoming i USA, grundad av järnvägsarbetare 1868 när Union Pacifics del av den transamerikanska järnvägen drogs genom Wyomingterritoriet. Platsen för orten valdes av Union Pacific för järnvägens sträckning på grund av kolfyndigheterna här. Orten låg ungefär 15 kilometer sydväst om Medicine Bow, halvvägs mellan de större orterna Laramie och Rawlins på den ursprungliga transkontinentala järnvägssträckan.
Carbon befolkades under de första åren på 1860-talet och 1870-talet av brittiska och irländska gruvarbetare, men efter hand kom skandinaviska, finska och kinesiska arbetare att utgöra stora delar av arbetsstyrkan. Orten nådde sin högsta befolkning, 1 140 invånare, 1890, men samma år drabbades orten av en större brand som ödelade stora delar av staden. Under 1890-talet sjönk gruvproduktionen och 1899 drogs järnvägen om genom den närbelägna gruvstaden Hanna längre norrut. Gruvan stängdes 1902 och därefter övergavs orten successivt under det följande decenniet. Idag finns bara ruiner, den gamla banvallen och begravningsplatsen kvar på platsen, som är i privat ägo. Begravningsplatsen finns upptagen i USA:s National Register of Historic Places och är fortfarande i sporadiskt bruk. Kännetecknande för kyrkogården är bland annat de gravmarkörer i metall som finska gruvarbetare reste här, en tradition som man tagit med från Finland till Wyoming.